# Méthode de Broyden
 (novembre 2024).
Le contenu est difficilement compréhensible vu les erreurs de traduction, qui sont peut-être dues à l'utilisation d'un logiciel de traduction automatique.
 (novembre 2024).
La mise en forme du texte ne suit pas les recommandations de Wikipédia : il faut le « wikifier ».
Les points d'amélioration suivants sont les cas les plus fréquents :
- Les titres sont pré-formatés par le logiciel. Ils ne sont ni en capitales, ni en gras.
- Le texte ne doit pas être écrit en capitales (les noms de famille non plus), ni en gras, ni en italique, ni en « petit »…
- Le gras n'est utilisé que pour surligner le titre de l'article dans l'introduction, une seule fois.
- L'italique est rarement utilisé : mots en langue étrangère, titres d'œuvres, noms de bateaux, etc.
- Les citations ne sont pas en italique mais en corps de texte normal. Elles sont entourées par des guillemets français : « et ».
- Les listes à puces sont à éviter, des paragraphes rédigés étant largement préférés. Les tableaux sont à réserver à la présentation de données structurées (résultats, etc.).
- Les appels de note de bas de page (petits chiffres en exposant, introduits par l'outil «  Source ») sont à placer entre la fin de phrase et le point final[comme ça].
- Les liens internes (vers d'autres articles de Wikipédia) sont à choisir avec parcimonie. Créez des liens vers des articles approfondissant le sujet. Les termes génériques sans rapport avec le sujet sont à éviter, ainsi que les répétitions de liens vers un même terme.
- Les liens externes sont à placer uniquement dans une section « Liens externes », à la fin de l'article. Ces liens sont à choisir avec parcimonie suivant les règles définies. Si un lien sert de source à l'article, son insertion dans le texte est à faire par les notes de bas de page.
- La présentation des références doit suivre les conventions bibliographiques. Il est recommandé d'utiliser les modèles {{Ouvrage}}, {{Chapitre}}, {{Article}}, {{Lien web}} et/ou {{Bibliographie}}. Le mode d'édition visuel peut mettre en forme automatiquement les références.
- Insérer une infobox (cadre d'informations à droite) n'est pas obligatoire pour parachever la mise en page.

Pour une aide détaillée, merci de consulter Aide:Wikification.
Si vous pensez que ces points ont été résolus, vous pouvez retirer ce bandeau et améliorer la mise en forme d'un autre article.
La méthode de Broyden est une méthode quasi-Newton utilisée en analyse numérique pour trouver les solutions de systèmes d'équations non linéaires dans plusieurs variables. Cette méthode a été décrite pour la première fois par Charles George Broyden en 1965.
La méthode de Newton pour résoudre f(x) = 0 utilise la matrice jacobienne, J, à chaque itération. Cependant, calculer cette Jacobienne peut être coûteux, notamment pour des problèmes de grande dimension, comme les équations de Kohn-Sham en mécanique quantique, où le nombre de variables peut atteindre plusieurs centaines de milliers. La méthode de Broyden propose de ne calculer la Jacobienne exacte qu'à la première itération, puis d'effectuer des mises à jour approximatives à faible coût lors des itérations suivantes.
En 1979, Gay a démontré que, pour un système linéaire de taille n × n, la méthode de Broyden converge en au plus 2n itérations. Cependant, comme toutes les méthodes quasi-Newtoniennes, elle peut ne pas converger pour certains systèmes non linéaires.

## Description de la méthode

### Résolution d'une équation non linéaire à une variable
Dans la méthode de la sécante, la dérivée f′ au point xn est remplacée par une approximation aux différences finies :
{\displaystyle f'(x_{n})\simeq {\frac {f(x_{n})-f(x_{n-1})}{x_{n}-x_{n-1}}},}
et on procède comme dans la méthode de Newton :
{\displaystyle x_{n+1}=x_{n}-{\frac {f(x_{n})}{f'(x_{n})}},}
où n est l’indice d’itération.

### Résolution d'un système d'équations non linéaires
On considère un système de k équations non linéaires à k inconnues :
{\displaystyle \mathbf {f} (\mathbf {x} )=\mathbf {0} ,}
où f est une fonction vectorielle de x :
{\displaystyle \mathbf {x} =(x_{1},x_{2},\dotsc ,x_{k}),}
{\displaystyle \mathbf {f} (\mathbf {x} )=\left(f_{1}(x_{1},\dotsc ,x_{k}),\dotsc ,f_{k}(x_{1},\dotsc ,x_{k})\right).}
La méthode de Broyden remplace la Jacobienne exacte J par une approximation Jn, mise à jour à chaque itération en respectant l'**équation de la sécante** :
{\displaystyle \mathbf {J} _{n}(\mathbf {x} _{n}-\mathbf {x} _{n-1})=\mathbf {f} (\mathbf {x} _{n})-\mathbf {f} (\mathbf {x} _{n-1}).}

### Mise à jour quasi-Newtonienne
La jacobienne approchée Jn est mise à jour selon :
{\displaystyle \mathbf {J} _{n}=\mathbf {J} _{n-1}+{\frac {\Delta \mathbf {f} _{n}-\mathbf {J} _{n-1}\Delta \mathbf {x} _{n}}{\|\Delta \mathbf {x} _{n}\|^{2}}}\Delta \mathbf {x} _{n}^{\mathrm {T} },}
où :
- {\displaystyle \Delta \mathbf {x} _{n}=\mathbf {x} _{n}-\mathbf {x} _{n-1},}
- {\displaystyle \Delta \mathbf {f} _{n}=\mathbf {f} (\mathbf {x} _{n})-\mathbf {f} (\mathbf {x} _{n-1}).}

Cette mise à jour minimise la norme de Frobenius pour limiter les modifications apportées à J. Les variables sont ensuite mises à jour selon :
{\displaystyle \mathbf {x} _{n+1}=\mathbf {x} _{n}-\alpha \mathbf {J} _{n}^{-1}\mathbf {f} (\mathbf {x} _{n}),}
où {\displaystyle \alpha } est un paramètre ajustable, souvent déterminé par une recherche linéaire ou une méthode de région de confiance.

## Variantes et applications
Broyden a également proposé d'autres approches, notamment une méthode utilisant la formule de Sherman-Morrison pour mettre à jour directement l'inverse de la jacobienne :
{\displaystyle \mathbf {J} _{n}^{-1}=\mathbf {J} _{n-1}^{-1}+{\frac {\Delta \mathbf {x} _{n}-\mathbf {J} _{n-1}^{-1}\Delta \mathbf {f} _{n}}{\Delta \mathbf {x} _{n}^{\mathrm {T} }\mathbf {J} _{n-1}^{-1}\Delta \mathbf {f} _{n}}}\Delta \mathbf {x} _{n}^{\mathrm {T} }\mathbf {J} _{n-1}^{-1}.}
Cette variante est connue sous le nom de « bonne méthode de Broyden ». Une autre variante, appelée mauvaise méthode de Broyden, met à jour l'inverse de la jacobienne selon :
{\displaystyle \mathbf {J} _{n}^{-1}=\mathbf {J} _{n-1}^{-1}+{\frac {\Delta \mathbf {x} _{n}-\mathbf {J} _{n-1}^{-1}\Delta \mathbf {f} _{n}}{\|\Delta \mathbf {f} _{n}\|^{2}}}\Delta \mathbf {f} _{n}^{\mathrm {T} }.}